# الدوري البرازيلي الدرجة الرابعة 2015
الدوري البرازيلي الدرجة الرابعة 2015 هو الموسم 7 من الدوري البرازيلي الدرجة الرابعة. أقيم خلال الفترة 12 يوليو 2015 وحتى 14 نوفمبر 2015، وأشرف على تنظيمه اتحاد البرازيل لكرة القدم، وكان عدد الأندية المشاركة فيه 40، وفاز فيه نادي بوتافوغو اس بي.